# Odilón Lizárraga
Odilón Lizárraga (San Miguel de Tucumán, Tucumán). Fue un futbolista argentino que jugaba como volante.

## Trayectoria

### Atlético Tucumán
Lizárraga debutó en Atlético Tucumán en 1915. En 1916 se coronó campeón de la Liga Tucumana. Al año siguiente repitió el título siendo figura del equipo. Sin embargo los problemas del decano y otros clubes llevó a que en 1918 fundaran otra asociación, llamada Unión Tucumana de Football.

### Porteño
En 1918 Lizárraga se traslada al fútbol de Buenos Aires para sumarse a Porteño. Su mejor temporada en Porteño fue la de 1920, cuando terminó en cuarto lugar del torneo.

### Sportivo Palermo
En 1921 se suma a Sportivo Palermo. En 1922 fue subcampeón del Campeonato a tres puntos del primero.

### Regreso Atlético Tucumán
En 1924 volvió a Tucumán y se coronó campeón tucumano y se dedicaría a otros aspectos del club. 

## Selección Argentina
El 7 de abril de 1921 debutó con la Selección Argentina en la derrota albiceleste ante Paraguay.

## Clubes
| Club             | País      |
| ---------------- | --------- |
| Atlético Tucumán | Argentina |
| Porteño          | Argentina |
| Sportivo Palermo | Argentina |

## Palmarés
| Título        | Equipo           | País      | Año  |
| ------------- | ---------------- | --------- | ---- |
| Liga Tucumana | Atlético Tucumán | Argentina | 1916 |
| Liga Tucumana | Atlético Tucumán | Argentina | 1917 |
| Liga Tucumana | Atlético Tucumán | Argentina | 1924 |